# James McMurrich
Pour les articles homonymes, voir McMurrich.
James Playfair McMurrich (16 octobre 1859 - 9 février 1939) est un zoologiste et universitaire canadien.

## Biographie
Né à Toronto, fils de John McMurrich (en) (1804–1883) McMurrich a obtenu une maîtrise de l'université de Toronto en 1881 et un doctorat de l'Université Johns-Hopkins en 1885.
De 1881 à 1884, il est professeur de biologie et d'horticulture au Ontario Agricultural College (en) de l'université de Guelph. De 1892 à 1894, il enseigne à l'université de Cincinnati . Il était professeur d'anatomie au département d'homéopathie de l'université du Michigan. De 1907 à 1930, il est professeur d'anatomie à l'université de Toronto.
De 1922 à 1923, il est président de la Société royale du Canada . En 1922, il est président de l'Association américaine pour l'avancement des sciences. En 1933, il est président de la History of Science Society. En 1939, il a reçu la Médaille Flavelle de la Société royale du Canada.
En 1882, il épouse Katie Moodie Vickers.